# 2011年アルバニア反政府デモ
2011年アルバニア反政府デモ（2011ねんアルバニアはんせいふデモ）では、2011年初頭に始まったアルバニアでの一連の反政府抗議行動について述べる。
これらの抗議行動が引き起こされた当時、アルバニアでは、野党が選挙の不正を表明したことに端を発し、18か月に及ぶ政治対立が続いていた。その中で、副首相と経済大臣が不正を企てるビデオが大衆に流出した。それによる激しい世論の反発を受け、副首相は辞任に追い込まれた。アルバニア社会党や統一人権党（Unity for Human Rights Party）などの野党は、この選挙における不正疑惑や、広くアルバニアで問題となっている失業、貧困などに対して抗議するために、2011年1月21日に抗議行動をするよう呼びかけた。これに対して与党は、ヨーロッパで最も急速な経済成長を遂げているアルバニアの現状を示し、抗議を批判した。
1月21日、アルバニアの首都ティラナで行われた抗議デモでは、首相サリ・ベリシャの事務所の前でのデモのさなかで共和国防護隊（Garda së Republikës）との衝突で3人が死亡し、1人がその数日後、トルコのアンカラの病院で治療を受けたものの死亡に至った。

## 背景

### 不正選挙の疑惑
アルバニア社会党を始めとするアルバニアの野党は、2009年6月の総選挙は、自由・公正を欠いた不正選挙であったと指摘した。与党・アルバニア民主党の党首サリ・ベリシャは、それまでの連立相手との連立政権樹立ができなくなり、新たに統合社会主義運動（Socialist Movement for Integration）との連立政権を発足させた。これが更に野党を刺激し、アルバニア社会党は18か月におよぶ抗議を始めた。これに対してベリシャは選挙結果の再集計の延期を続けた。最終的に、投票された用紙はアルバニア選挙委員会（Komisioni Qendror i Zgjedhjeve）によって焼却処分された。
政府は議会捜査委員会に対し、選挙に対する評定を求めたが、野党はこれに反発した。彼らはティラナの大通りにて、21日に及ぶハンガー・ストライキに打って出た。しかし、ハンガー・ストライキ中の抗議者が食事をとっているところを撮影され、ストライキは失敗に終わった。通常、選挙関連の証拠品は25年間保管されるが、2009年6月に投票された用紙は2011年1月初頭に焼却処分され、選挙結果の調査は不可能となった。

### 政府による不正
1月11日、統合社会主義運動の党首・イリル・メタ（ Ilir Meta）は、政府の閣僚に対して多数の経済関連の案件を終わらせるよう非公式に圧力をかけた。政府は建設業者との契約を破棄し、メタの意向に沿う新しい契約を別の業者と結んだ。さらに、別の2件の案件についてもメタの意向に従って仕事が割り当てられ、さらにメタは水力発電所の建造にかんしても自らの意向を反映させるよう求めた。メタによると、経済大臣は1件の案件でおよそ70万ユーロ、別の案件では事業費用の7%が不正な利益であったとされる。警察はドリタン・プリフティ（Dritan Prifti）のラップトップ・コンピュータを押収し、収賄の事実を突き止めた。
統合社会主義運動とその党首メタは当初、流出したビデオは偽物であるとして疑惑を否定した。しかし、メタはその後議員の職を辞任し、不逮捕特権を失った。メタは捜査当局への協力の意思を表明した。2月12日、メタの不逮捕特権は公式に失われた。
アルバニアの汚職率は、ヨーロッパでは最悪のレベルとなっている。

### 失業率と貧困
政府の統計によると、若年層の失業率は30%を越えている。Indexmundiは「貧しい農民が多数おり、失業率は30%を超える可能性もある」としている。アルバニア全体の失業率は12.8%となっている。

## 反政府デモ

### 1月21日
警察や各国のメディアによると、推計2万人がティラナでのデモに参加したとみられるが、野党は20万人の参加があったとしている。絶え間ない挑発行為に呼応して多数の警察官が動員され、政界の緊張の高まりによって抗議運動は拡大していった。反政府の掛け声に続いて600人ほどのデモ参加者が警官に傘を投げつけた。デモ参加者が警官に対して石や火炎瓶を投げつけ、警官は催涙ガスで応じた。
衝突は2時間に及び、警官や共和国防護隊は空中にむけて威嚇射撃を行った。一部でデモ参加者に対する火力の使用もあり、これによって3人が死亡し、重傷を負った1人はその後1週間におよぶ昏睡の後に死亡した。デモ参加者が広場から逃げ出すと、その一部が警官に包囲された。野党は、発砲は「過剰であり正当化できない」とした。
ベリシャは、デモ参加者への武器使用は命じていないとしたが、共和国防護隊によって発砲があったことを認めた。アルバニア憲法や共和国防護隊憲章では、政府機関に侵入しようとした者に対しては非致命的な武器使用のみを認めている。
アルバニア社会党は、ティラナでの平和的なデモが暴動に発展した理由や背景を挙げ、チュニジア革命と類似する部分はあるものの、大きく異なるものであるとした。野党の指導者エディ・ラマ（Edi Rama）は、「彼らは、より良いアルバニアのために抗議し、共に歩むことを強いられている、しかし我らが変えなければならない現状のアルバニアのために命を落とした」と述べた。

### 1月28日
1月21日に死亡したデモ参加者への弔いとして、1月28日に非暴力によるデモが同じ大通りで計画された。デモでは3人が死亡した場所に花を供え、ろうそくを灯す計画であった。暴力の再発が危惧され、与党や議員、関係する国内外の機関はデモの不参加を呼びかけたが、デモでは目立った暴力は見られなかった。この日のデモ参加者は1月21日よりも多かったとみられる。

### 2月4日
野党は更に、ティラナに加えてヴロラ、コルチャ、レジャ（Lezha）の4都市で同様のデモを企画した。デモでは暴力はみられず、参加者らは暴力の再発を避けるため、1月21日のデモで3人が死亡した首相府前での運動を避けた。社会党によれば、ティラナでは4万人、ヴロラでは3万人、コルチャでは2万人、レジャでは1万人がデモに参加したとしている。野党は、デモを毎週行うとした。

## クーデター疑惑
サリ・ベリシャは、1月21日のデモで3人が死亡したことについて、同日、「犠牲者」を創りだすことで政権に対するクーデターを誘発するために、3人はデモ参加者によって殺害されたと表明した。しかし翌日の1月22日には、3人は共和国防護隊の発砲を受けて死亡したことを認めた。しかし、クーデターの企てがあるとの認識は変えなかった。ベリシャは、法や情報機関、大統領府に属する複数の人物がクーデター計画に関与しているとした。
アルバニア検察庁はただちに、3人の死に関して、共和国防護隊の6人の隊員に対する逮捕状をとった。ベリシャは、この逮捕状は違法であるとし、警察に対して逮捕しないよう命じた。6人は逮捕されたが、うち3人は検察によって釈放されている。元大統領のアルフレド・モイシウ（Alfred Moisiu）やその他の政治家らはベリシャに対して、検察庁や国家情報局、大統領府などの国家機関への干渉をやめるよう求めた。
ベリシャはその後、夏に計画されているレディ・ガガのコンサートを利用したクーデター計画を阻止するつもりだと話した。

## 反応

### 国内
与党である民主党は、デモ参加者が野党から雇われた人物であるとしている。

### 国外
ティラナにある各国の大使館は、平和と平静を求めたが、3人の死亡については言及されなかった。更に、その後行われたサリ・ベリシャによる国家機関への干渉についても反応は薄かった。更に、野党に対してはさらなる暴力の可能性を避けるためにデモの計画を中止するよう求めた。

### 非政府組織
ヒューマン・ライツ・ウォッチは、3人の死亡に関する犯罪捜査にベリシャが干渉すべきではないとした。
トランスペアレンシー・インターナショナルのアルバニア事務所は、1月19日に関係機関に対して、政府関係者の不逮捕特権に関する憲法を修正するよう働きかけた。同事務所は、議員、閣僚、判事や国家機関の長に対する不逮捕特権に関して、特別議会を開催して議論すべきであるとした。「不逮捕特権を支持する各種の言説は、不逮捕特権保持者を守る障壁を打ち破り、政府関係者への捜査への道を開くには十分ではない」としている。